# レオモン
レオモンは
デジタルモンスターシリーズに登場する架空の生命体・デジタルモンスターの一種。

## 概要
レオモンは『デジタルモンスターVer.4』から登場。ライオンの獣人をイメージしたデジモン。関連種にパンジャモンやライアモンなどがいる。『デジタルカードバトル』では3DCGのオープニングムービーでグレイモンと対決している。

## 種族としてのレオモン
己の心身を鍛え上げ、日々凶悪なデジモンに立ち向かう正義の獣人型デジモン。自分自身の意志を持った妖刀「獅子王丸」を装備している。“デジモンハンター”のオーガモンとはライバル的な関係となっている。
X抗体を取り込むと雰囲気が変わり、勇者の証としてかつて究極体デジモンと対峙した時に手に入れた赤いマントを羽織っている。肉体への鍛錬だけでなくさらに厳しい修行によって剣術も極めており、「獅子王丸」の他に幾度もの戦いを経ること切れ味が増すとされる長刀「獣牙丸」も装備し、それらを自在に操る“獣剣闘士”となった。
基本データ
- 世代/成熟期
- タイプ/獣人型
- 属性/ワクチン
- 必殺技/獣王拳、百獣拳
- 得意技/破砕蹴り
- 装備/獅子王丸
- 勢力/ネイチャースピリッツ

X抗体版
- 装備/獣牙丸、獅子王丸

亜種・関連種・その他
- オーガモン
- サイクロモン

いずれもライバル。
- スターモン
- ガルダモン

盟友。
- パンジャモン

白色の亜種で完全体。
- サーベルレオモン

祖先あるいは獣化形態と言われている。
- レグルモン
- ディノタイガモン
- レオルモン
- ライアモン
- ローダーレオモン
- バンチョーレオモン
- グラップレオモン
- ヘヴィーレオモン
- カイザーレオモン
- アポロモン

オリンポス十二神族に所属する神人型デジモン。
- マッドレオモン
- マッハレオモン

## アニメでの扱い
アニメに登場する「レオモン」と名の付くデジモンはその全てが死亡する扱いをされていた。
『アドベンチャー』と『テイマーズ』ではレオモンが死亡し、『フロンティア』では中盤から加わる主要人物の一人である木村輝一が進化したカイザーレオモンが死亡している（カイザーレオモンは輝一が闇のビーストスピリット（善）でスピリットエボリューションした姿であり、厳密に言えば精神体としての輝一が死亡したと言える。後に人型（ヒューマンスピリット）であるレーベモンは最終決戦で実体化し、決戦後に輝一も意識を取り戻した）。また、名こそ違うが、同じく敵として登場したパンジャモンもレオモン系統であり、アグニモンに進化した神原拓也に倒されている。
『DIGITAL MONSTER X-evolution』でのレオモンは開始約3分で死亡し、『セイバーズ』の第22話でもサーベルレオモン（劇中ではギズモンに倒されたデジモンがデジタマ化しないことが明確に描写された最初のデジモンである）とバンチョーレオモン（融合していた英は助かるが、バンチョーレオモンについては全く言及されなかった）が死亡した。さらに『クロスウォーズ』では、バグラ軍の一人として登場したマッドレオモンがシャウトモンX3に倒され（マッドレオモンとしては死んだが、後にコードクラウンの力でレオモンとして転生している）、第2期『悪のデスジェネラルと七つの王国』ではレオモンとよく似た姿を持つアポロモン（バグラ軍の新幹部である「デスジェネラル」の一人で、ブライトランドを支配する。しかし、本来は正義の心を秘めており、闇の人格であるウィスパードを持つ）も第19話（通算第49話）でシャウトモンX7（クロスセブン）に倒され消滅したが、続く第20話（通算第50話）でダークナイトモンによって心を失った状態で復活したが、その後さらに続く第21話（通算第51話）のプリズンランドにてウィスパードがデスジェネラルのあり方に疑問を持ったことで復活・分離し撃破した後、「ソルブラスター」でタイキたちと正義に目覚めたオレーグモンを脱出させた直後に他のデスジェネラル五人（ドルビックモン、ネオヴァンデモン、ザミエールモン、スプラッシュモン、グラビモン）の一斉攻撃を受け再び消滅した（心が消滅したことに伴い、体も消滅した）。しかし、第24話（通算第54話、第2期最終話）で台詞は無いものの、タイキがダークストーンと化したコードクラウンを取り戻したため、死んだ正義のデジモンたちと共に再度復活を果たしタイキたちを助けた後、シャウトモンX7：スペリオルモードの一部になりダークネスバグラモンと戦い、最終決戦後は描写は無いもののデジタルワールドに帰還した（これにより、クロスハートに加入した期間は短かった）。
また、漫画『クロスウォーズ』でもアニメ版で登場したマッドレオモンと酷似しているマッハレオモンが登場しシャウトモンX3に倒された。
『デジモンアドベンチャー tri.』において第2章で登場したが、幻覚を見たことによって暴走したメイクーモンによって倒され死亡した。
アニメにおいて、レオモンのように登場すればどこかで死亡するようなデジモンは他に存在しない。ただし、『アドベンチャー:』では最後まで死亡することなく生存している。

## 登場人物としてのレオモン

### 漫画

#### デジモンアドベンチャーVテイマー01
名前はレオ。ホーリーエンジェル城の戦闘隊長。幼いデジモンたちを守り鍛えていた。ゼロとの直接的な戦闘は無かったが、完全体時に究極体のボルトモンを討ち、ヴェノムヴァンデモンと互角以上にやり合うなど実力は確か。
- レオモン→パンジャモン→レグルモン

### アニメ

#### デジモンアドベンチャー
声 - 平田広明
ファイル島に起きた異変に気づきムゲンマウンテンの調査に赴くが、デビモンの暗黒の力に操られ選ばれし子供たちを襲う。一度太一のデジヴァイスの力で洗脳から解放されたが、直後またも操られ、その後再び子供たちを襲う。分断したファイル島で光子郎とミミを襲ってケンタルモンと戦うが、デジヴァイスの光によって撃退される。次にタケルを襲った時には黒い歯車を身体に複数取り込み身体が大きくなり、体色も変化するが、光子郎とミミからデジヴァイスが有効と教えられた太一とヤマトのデジヴァイスの光によって解放され、子供たちに協力しデビモンと決戦を挑む。後に一時的に究極体サーベルレオモンにワープ進化できるようになって再登場、ミミ、丈、そしてオーガモンと再会してメタルエテモン相手に共闘するが、ミミを庇って致命傷を負う。直後にメタルエテモンの装甲にズドモンがひびを入れ、その傷口にネイルクラッシャーを打ち込むことでメタルエテモンを討ち取ったが、自身も助からず、号泣するオーガモンと来世での再会と決着を約束して死亡した。なお、小説版ではメタルシードラモンに殺されている。

#### デジモンテイマーズ
声 - 平田広明
第21話から登場。十二神将（デーヴァ）の一体であるクンビラモンを倒す。その後は加藤樹莉のパートナーデジモンになるが、第34話にてベルゼブモンに殺されロードされてしまい、樹莉は心に傷を負ってしまう。

#### DIGITAL MONSTER X-evolution
声 - 平田広明
Xプログラムに感染し、X抗体を持つドルモンを狙うが、自らの命がもう長くは無いと悟り、ドルモンに言葉を遺して開始約3分で死亡した。

#### デジモンクロスウォーズ
声 - 飛田展男（日本語版） / ヴィック・ミニョーニャ（英語版）
主人公である工藤タイキ率いるクロスハートに敗れたバグラ軍のデジモンでありグリンゾーンでのタクティモンの配下だったマッドレオモンが全てのコードクラウンの所有者が決まった後、レオモンへと転生した。

#### デジモンアドベンチャー tri.
声 - 平田広明
第2章に登場。感染したオーガモンと戦闘し、現実世界へ現れた。文化祭へ行きたがるパートナーデジモンたちの保護者的な立場など、他の作品と比べるとコミカルな役回りを見せた。インペリアルドラモンとの戦闘中に感染の症状が出て苦しむものの、ヴァイクモンとロゼモンの危機を救い勝利に貢献するが、最終的には暴走したメイクーモンに殺された。

#### デジモンアドベンチャー:
声 - 平田広明
第11話でのネーモンの説明にて名前が、第19話にて本人が登場。太一たちがミノタルモンが率いるトループモンの群れに襲われるところを助ける。その後、バルブモンの中に潜入して指揮をとっていたミノタルモンと戦い、左の拳で「獣王拳」を放ち、「拳は一つではない」として右の拳でさらに「真・獣王拳」を放ち見事に勝利する。また新手のデジモンが現れて太一たちを逃がすために自らが囮になって逃走を図る。重傷を負ったが逃げ切った（追跡してきたデジモンを倒したかは不明である）。また、オーガモンとの関係は不明となっている。クラウド大陸から落下する太一たちを救うが、初対面のパタモンを過程を省略して太一が聖なるデジモンだと言ったので驚いていた。その後はエルドラディモンと共に行方をくらますが、第48話でロップモンと合流していたことが明らかとなった。第63話ではロップモンたちと別れ故郷のクラウド大陸に帰りたがるエルドラディモンに同行。その後の描写からどうやら彼自身もクラウド大陸に留まっていた様子。それ以外にもミレニアモン戦を始め太一たちと交流した各地のデジモンとして何度か写っている。第67話（最終話）ではそのままエルドラディモンを拠点としており、他の地のワイズモンやロップモンたちと同様に選ばれし子供たちとそのパートナーの語り手としてユキミボタモンたちに彼らの活躍を伝えた。子供たちがデジタルワールドに訪れたのはデジタルワールドを守るためでなく、「友達になりに来た」や「友達を守るために戦った」と語っている。平田広明が声を担当したレオモンで初めて死亡しなかった個体である。

### ゲーム

#### デジモンリアライズ
声 - 畠中祐
玉田慧斗（声 - 入野自由）のパートナーデジモンであるエレキモンの成熟期として登場。シーズン1の第11話で初進化し、第15話でグラップレオモンに進化。シーズン2からはヘヴィーレオモンに究極進化することが可能となった。